# Стивън Ериксън
Стивън Ериксън (на английски: Steven Erikson) е канадски писател.

## Биография и творчество
Стивън Ериксън е роден на 7 октомври 1959 г. в Торонто. Израства в Уинипег, по-късно живее и в Обединеното кралство заедно със своите жена и син, но в крайна сметка се завръща в Канада. По образование е антрополог и археолог, но освен това е завършил и Iowa Writers' Workshop.
Първият му фентъзи роман „Лунните градини“ (Gardens of the Moon) от 1999 г. представлява и първата книга от поредицата Малазанска Книга на мъртвите. Серията е завършена през 2011 г. с десетия роман „Сакатият бог“ (The Crippled God).

### Малазанска Книга на мъртвите (Malazan Book of the Fallen)
| Първо издаване | Заглавие в оригинал | Заглавие на български   | Издания на български                                                      | Бележки |
| 1999           | Gardens of the Moon | Лунните градини         | 2004 – Издателство: „Бард“. Превод: Валерий Русинов.                      |         |
| 2000           | Deadhouse Gates     | Дверите на скръбния дом | 2004 – Издателство: „Бард“. Превод: Валерий Русинов.                      |         |
| 2001           | Memories of Ice     | Спомени от лед          | 2005 – Издателство: „Бард“. Превод: Валерий Русинов.                      |         |
| 2002           | House of Chains     | Дом на вериги           | 2005 – Издателство: „Бард“. Превод: Валерий Русинов. (ISBN 954-585-638-6) |         |
| 2004           | Midnight Tides      | Среднощни приливи       | 2006 – Издателство: „Бард“. Превод: Валерий Русинов.                      |         |
| 2006           | The Bonehunters     | Ловци на кости          | 2007 – Издателство: „Бард“. Превод: Валерий Русинов. (ISBN 9545857928)    |         |
| 2007           | Reaper's Gale       | Вихърът на жътваря      | 2008 – Издателство: „Бард“. Превод: Валерий Русинов. (ISBN 9545859328)    |         |
| 2009           | Toll the Hounds     | Дан на хрътките         | 2009 – Издателство: „Бард“. Превод: Валерий Русинов. (ISBN 9546550118)    |         |
| 2009           | Dust of Dreams      | Прах от мечти           | 2010 – Издателство: „Бард“. Превод: Валерий Русинов. (ISBN 9546551535)    |         |
| 2011           | The Crippled God    | Сакатият бог            | 2011 – Издателство: „Бард“. Превод: Валерий Русинов. (ISBN 9546552495)    |         |

### Трилогия за Карканас (The Kharkanas Trilogy)
| Първо издаване | Заглавие в оригинал | Заглавие на български | Издания на български                                                      | Бележки |
| 2012           | Forge of Darkness   | Ковачница на мрак     | 2014 – Издателство: „Бард“. Превод: Валерий Русинов. (ISBN 9789546554741) |         |
| 2016           | Fall of Light       | Гаснещ зрак           | 2017 – Издателство: „Бард“. Превод: Валерий Русинов. (ISBN 9789546557346) |         |

### Трилогия „Свидетеля“ (The Witness Trilogy)
| Първо издаване | Заглавие в оригинал    | Заглавие на български | Издания на български                                                      | Бележки |
| 2021           | The God is not Willing | Безучастният бог      | 2022 – Издателство: „Бард“. Превод: Валерий Русинов. (ISBN 9786190301370) |         |

#### Истории за Бочълайн и Корбал Броуч (новели)
- Три повести за Малазанската империя – 2013 – Издателство: „Бард“. (ISBN 9789546553645)
  - Следва кръв (Blood Follows, 2002)
  - Здравите мъртъвци (The Healthy Dead, 2004)
  - Подветрията накрай смеха (The Lees of Laughter's End, 2007)
- Crack'd Pot Trail (2009)
- The Wurms of Blearmouth (2012)
- The Fiends of Nightmaria (2016))
- Upon a Dark of Evil Overlords (2021)

### Романи
- Stolen Voices (1993)
- This River Awakens (1998)
- Willful Child (2014)[13]

### Новели
- The Devil Delivered (2005)
- Revolvo (2008)

### Сборници
- A Ruin of Feathers (1991)
- Revolvo & Other Canadian Tales (1998